# Akira Sone
Akira Sone (født 9. juli 2000) er en japansk judoka. Hendes favoritteknikker er Tai Otoshi og Ouchi Gari.
Sone vandt guld ved VM i judo 2019 efter at have besejret cubanske Idalys Ortiz. Ved Sommer-OL 2020 i Tokyo slog hun igen Ortiz i finalen og vandt guld i vægtklassen -78 kg.

## Eksterne henvisininger
- Akira Sones profil på Olympics.com (engelsk)
- Akira Sones profil på Olympedia (engelsk)
- Akira Sone hos JudoInside.com (engelsk)